# Mies Callenfels-Carsten
Maria Petronella (Mies) Callenfels-Carsten (Roermond, 3 september 1893 – Middelburg, 11 september 1981) was een Nederlands schilder en tekenaar, die wordt gerekend tot de Veerse Joffers.

## Leven en werk
Mies Carsten was een dochter van mr. Jacobus Jan Carsten, advocaat en procureur, en Talka Frederika Sanders. In 1911 verhuisde het gezin naar Den Haag, toen hij haar vader daar een aanstelling kreeg als officier van justitie. Carsten werd er opgeleid aan de Academie van Beeldende Kunsten (1913-1917), als leerling van David Bautz, Henk Meijer en Albert Roelofs. Ze maakte studiereizen naar Frankrijk, Griekenland, Italië en Spanje.
Carsten schilderde en tekende in aquarel, krijt en olieverf onder meer landschappen en stadsgezichten. Ze sloot zich aan bij de Haagse Kunstkring en de Pulchri Studio, en debuteerde in 1927 met een expositie in Den Haag. In 1928 trouwde Carsten met de arts Johannes Nicolaas Voorstad (1884-1960), van wie ze een jaar later scheidde. In 1932 hertrouwde ze met Jacobus Callenfels (1896-1961), hij was marine-officier en adjudant van prins Hendrik. Zij trokken in 1934 naar Nederlands-Indië. Callenfels-Carsten sloot zich aan bij de Bataviaschen Kunstkring en toonde haar werk onder meer tijdens solotentoonstellingen (1937, 1938) tentoonstellingen van Indische schilders (1936, 1939) en een tentoonstelling ter gelegenheid van het regeringsjubileum van koningin Wilhelmina (1938) Ze nam ook deel aan de tentoonstellingen Onze kunst van heden in het Rijksmuseum Amsterdam (1939-1940) en Kunst in Vrijheid in het Stedelijk Museum Amsterdam (1945).
In 1940 keerde het echtpaar Callenfels-Carsten terug naar Nederland, waar zij een aantal jaren in Haarlem (1940-1947) woonden. De kunstenares werd er lid van Kunst Zij Ons Doel. In 1945 werd haar echtgenoot benoemd tot directeur van het loodswezen in het district Vlissingen. Na zijn pensioen streken ze in 1956 neer in Veere. Ze wordt samen met een aantal andere schilderessen in Veere, onder wie Claire Bonebakker, Lucie van Dam van Isselt, Anneke van der Feer, Sárika Góth, Ada Lowith, Ina Rahusen en Bas van der Veer, gerekend tot de Veerse Joffers.
Mies Callenfels-Carsten overleed kort na haar 88e verjaardag.